# El Espíritu Santo en la literatura joánica
A fines del siglo XX, los eruditos del Nuevo Testamento habían aceptado la importancia teológica del Espíritu Santo en la literatura joánica, eclipsando las opiniones de principios de siglo que minimizaban su papel en los escritos de Juan.

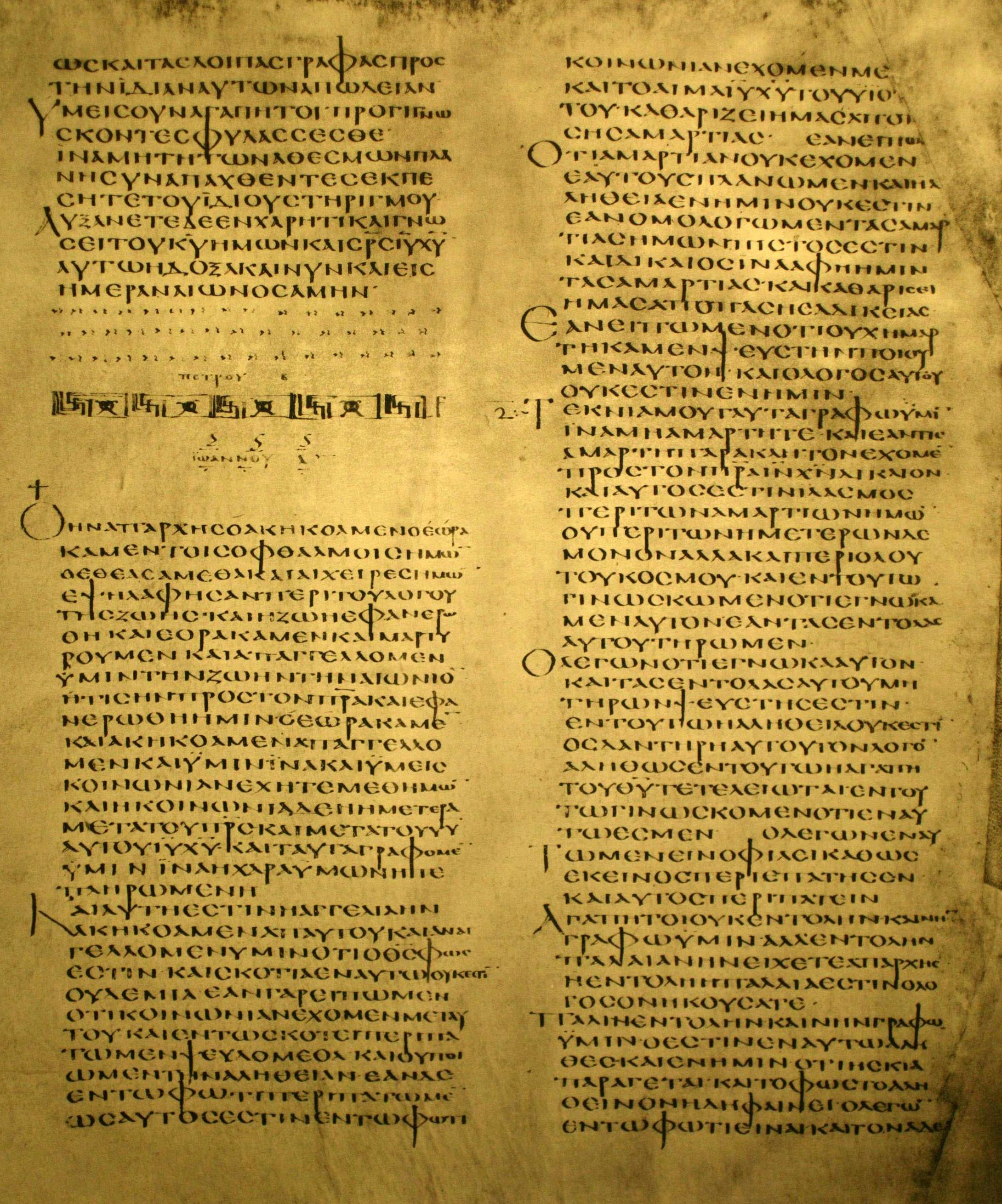
Primera epístola de Juan en el Codex Alexandrinus,.

En la literatura joánica se utilizan tres términos separados, a saber, el «Espíritu Santo», el «Espíritu de verdad» y el «Paráclito» (Consolador o Defensor). El «Espíritu de verdad» se menciona en el Evangelio de Juan (Juan 14:17, 15:26, 16:13). La primera epístola de Juan luego lo contrasta con el «espíritu de error» (1 Juan 4:6). 1 Juan 4:1-6 establece la separación entre el «espíritu que confiesa que Jesucristo ha venido en carne, [el espíritu] es de Dios» y aquellos que en error la rechazan, una indicación de que son espíritus malignos («el espíritu del anticristo»).
En Juan 14:26, Jesús dice: «Mas el Consolador, el Espíritu Santo, a quien el Padre enviará en mi nombre, él os enseñará todas las cosas». La identidad del «Consolador» («Paráclito») ha sido objeto de debate entre los teólogos, quienes han propuesto múltiples teorías al respecto.
El «Paráclito», considerado como el «Espíritu de verdad», es mencionado tres veces en el Evangelio de Juan: Juan 14:15-17, 14:26, 15:26-27, donde se lo considera como el «Espíritu que comunica la verdad». El concepto de «verdad» en los escritos joánicos se entrelaza con la declaración de Juan 16:13: el Espíritu de verdad actúa como guía que lleva a los creyentes hacia la verdad; basándose en la seguridad dada en Juan 14:26: el Paráclito facilita y confirma el recuerdo de «todo lo que Jesús había enseñado a sus discípulos», y Juan 15:26: «el Espíritu de verdad, el cual procede del Padre, él dará testimonio acerca de mí».